# Équipe de France de basket-ball en 1927
L'Équipe de France de basket-ball en 1927.

## Les matches
| Date          | Lieu                    | Adversaire | Score   | Compétition | Meilleurs marqueurs (France) |
| 18 avril 1927 | Paris, Arènes de Lutèce | Italie     | D 22-18 | A           | -                            |

D : défaite, V : victoire
A : Amical

## L'équipe
- Sélectionneur :
- Assistants :

| Poste | Joueur            | Nombre matchs | Nombre points | Club(s) 1927   |
| -     | Georges Beaufume  | 1             | -             | AS Bon Conseil |
| -     | Jean-Marie Conty  | 1             | -             | Stade français |
| -     | Pierre Guilloux   | 1             | -             | Stade français |
| -     | Marcel Lafontaine | 1             |               | Stade français |
| -     | Camille Verite    | 1             | -             | AS Bon Conseil |

## Faits et anecdotes
Le 18 avril 1927, l’équipe de France dispute son premier match officiel dans l'hexagone en plein air devant 4 000 spectateurs aux Arènes de Lutèce. Les équipes sont à égalité à la fin du temps règlementaire, 17 à 17, mais les Français s'inclinent 22 à 18 en prolongation.